# TO-220

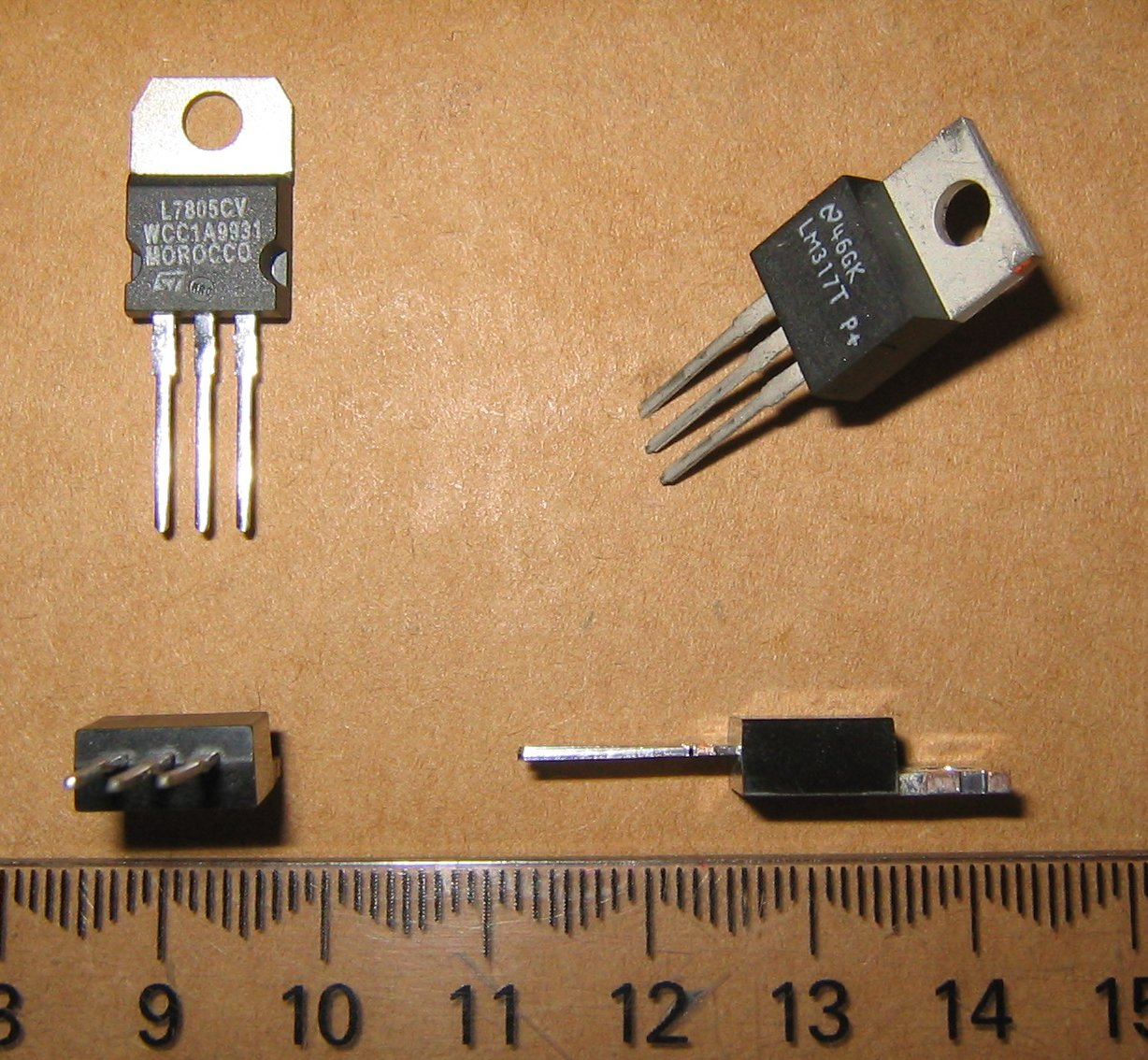
Différents boîtiers TO-220

Vue côté boîtier d'un TO-220

Vue côté dissipateur d'un boîtier TO-220

Le TO-220 est un boîtier de composant électronique couramment utilisé pour les transistors, les diodes, les triacs, les régulateurs de tension et certains circuits intégrés. Une caractéristique notable de ces composants est la présence d'une languette généralement métallique percée d'un trou, utilisée pour le montage du composant sur un dissipateur thermique. Les boîtiers TO-220 ont communément deux (DO-220) ou trois « pattes » de connexion, bien qu'il existe également des modèles en comportant jusqu'à sept. Les composants réalisés en boîtiers TO-220 peuvent dissiper davantage de puissance que ceux réalisés en boîtiers TO-92.

## Histoire et origine
Le sigle TO-220 vient du nom complet original : Transistor Outline Package, Case Style 220.

## Applications typiques
Les TO-220 sont conçus pour se monter sur des dissipateurs et sont donc destinés à des projets demandant un certain niveau de puissance. Dans sa version la plus courante, le boîtier métallique est vissé sur le dissipateur. Une pâte thermique est appliquée entre le boîtier et le dissipateur afin d'améliorer le contact thermique (réduction de la résistance thermique de passage).
La languette métallique est souvent connectée électriquement au circuit interne du composant. Ceci ne pose normalement pas de problème lorsque le dissipateur est lui-même isolé du reste du circuit électronique et de la terre, dans le cas contraire le boîtier TO-220 doit être monté sur le dissipateur en intercalant un isolant possédant à la fois une bonne rigidité diélectrique et une bonne conductibilité thermique. Un tel isolant est généralement disponible sous forme de pièces prédécoupées en mica ou en matériaux composites spécifiquement destinées à cet usage. La vis de fixation est elle-même isolée grâce à un « canon » adapté, ou bien il est possible de fixer le composant à l'aide d'une barrette élastique métallique préformée, prenant appui sur la partie isolée du boîtier et clipsée sur le dissipateur. Une fois le composant isolé, et afin d'améliorer la compatibilité électromagnétique, il est souhaitable de raccorder le dissipateur au point froid du montage, ou mieux, à la terre.

## Boîtiers dérivés
Le TO-220 est également décliné en version isolée (TO-220FP, etc.), ainsi  qu'en version CMS (D2PAK, etc.).

## Composants communs en boîtiers TO-220
Les régulateurs linéaires de tension : séries 78xx et 79xx, LM317, LM337, LM340, etc.

## Référence
- (en) Cet article est partiellement ou en totalité issu de l’article de Wikipédia en anglais intitulé « TO220 » (voir la liste des auteurs).

## Sources
- (en) Composants typiques en boîtiers TO-220
- (en) L78 – Positive voltage regulator ICs [PDF]